# Neoptinus marginicollis
Neoptinus marginicollis là một loài bọ cánh cứng trong họ Ptinidae. Loài này được Bellés & Lawrence miêu tả khoa học năm 1984.